# La dame de Shalott
La dame de Shalott è una composizione per pianoforte inedita del compositore francese Olivier Messiaen della durata di circa 5 minuti. Si tratta della prima composizione conosciuta dell'autore, composta all'età di otto anni.

## Descrizione
Ispirato al poema di Alfred Tennyson The Lady of Shalott, si tratta di un breve allegro per pianoforte, primo esperimento compositivo del giovanissimo autore. L'opera, in tutta la sua ingenuità, testimonia già la musicalità innata di Messiaen e la ricerca delle suggestioni del colore e preannuncia l'Intermezzo del Quatuor pour la fin du temps.